# Баггетт, Элли
Элли Баггетт (англ. Alley Baggett; род. 14 июля 1973 года, Хьюстон, США) — американская гламурная и эротическая модель и актриса

 филиппино-испанского происхождения.

## Ранние годы
Баггетт родилась в Хьюстоне. У Баггетт есть два младших брата — Гектор и Брайан. В родном городе состояла в группе поддержки спортивной команды, занималась баскетболом и лёгкой атлетикой. Её желанием было стать моделью, однако из-за маленького роста некоторое время ей это не удавалось. Всё изменилось когда её заметил известный фотограф Харви Бутс.

## Карьера
Впервые Алли Баггетт снялась для обложки Playboy’s Book of Lingerie в 1996 году. После этого она ещё 12 раз становилась девушкой с обложки в специальных выпусках Playboy. Она также принимала участие в фотосессии для британских журналов FHM и Loaded. Часто снимается в мужских журналах. В 1999 году снималась в совместной фотосессии с Дитой фон Тиз.
Кроме профессии модели Алли Баггет является комментатором WWE Sunday Night Heat, а также участница многих телевизионных шоу. Трижды снималась в клипах Рики Мартина.
Образ Элли Баггет послужил прообразом для героини комиксов имени Alley Cat (с англ. — «Бродячая кошка»).
Элли Баггетт также занимается благотворительностью и состоит в некоммерческих организациях The Surfrider Foundation (сохранение морей и пляжей), The Orangutan Foundation International, и The Children of the Night Foundation.

## Фильмография
| Год       |     | Русское название   | Оригинальное название     | Роль                             |
| --------- | --- | ------------------ | ------------------------- | -------------------------------- |
| 1994      | док |                    | Playboy: Girls of Hooters | камео                            |
| 1996—1998 | с   |                    | Entertainment Tonight     | камео                            |
| 1997      | ф   | Части тела         | Private Parts             | девушка в лагере лесбиянок       |
| 1999      | с   |                    | Sin City Spectacular      | девушка (эпизод #1.17)           |
| 1999      | с   | Несчастливы вместе | Unhappily Ever After      | девушка (эпизод «Sex & Violins») |